# Tsåkka
Tsåkka är en sjö i Arjeplogs kommun i Lappland och ingår i Skellefteälvens huvudavrinningsområde. Sjön har en area på 0,441 kvadratkilometer och ligger 614 meter över havet. Sjön avvattnas av vattendraget Riebnesströmmen.

## Delavrinningsområde
Tsåkka ingår i det delavrinningsområde (738874-156329) som SMHI kallar för Inloppet i Vilitsavon. Medelhöjden är 765 meter över havet och ytan är 14,23 kvadratkilometer. Räknas de 25 avrinningsområdena uppströms in blir den ackumulerade arean 444,83 kvadratkilometer. Riebnesströmmen som avvattnar avrinningsområdet har biflödesordning 2, vilket innebär att vattnet flödar genom totalt 2 vattendrag innan det når havet efter 334 kilometer. Avrinningsområdet består mestadels av skog (41 procent) och kalfjäll (53 procent). Avrinningsområdet har 0,79 kvadratkilometer vattenytor vilket ger det en sjöprocent på 5,5 procent.